# Wybory prezydenckie w Azerbejdżanie w 2013 roku
Wybory prezydenckie w Azerbejdżanie w 2013 roku odbyły się 9 października. Zdecydowane zwycięstwo odniósł dotychczasowy prezydent İlham Əliyev (84,54%). Opozycjonista Cəmil Həsənli (5,53%) zaskarżył wyniki wyborów w sądzie z powodu fałszerstw wyborczych. Wśród nich wymienił dorzucanie głosów, przypadków kilkukrotnego głosowania jednej osoby i ingerowania policji w proces wyborczy.

## Wyniki
| Kandydat                              | Partia                                     | L. głosów | %      |
| ------------------------------------- | ------------------------------------------ | --------- | ------ |
| İlham Əliyev                          | Nowy Azerbejdżan                           | 3 126 113 | 84,54% |
| Cəmil Həsənli                         | Rada Narodowa na Rzecz Sił Demokratycznych | 204 642   | 5,53%  |
| İqbal Ağazadə                         | Partia Nadziei                             | 88 723    | 2,40%  |
| Qüdrət Həsənquliyev                   | Popularna Partia Całego Azerbejdżanu       | 73 702    | 1,99%  |
| Zahid Oruc                            | Niezależny                                 | 53,839    | 1,45%  |
| İlyas İsmayılov                       | Partia Sprawiedliwosci                     | 39 722    | 1,07%  |
| Araz Əlizadə                          | Partia Socjaldemokratyczna                 | 32 069    | 0,87%  |
| Fərəc Quliyev                         | Ruch Odrodzenia Narodowego                 | 31 926    | 0,86%  |
| Hafiz Hacıyev                         | Nowoczesna Partia Równości                 | 24 461    | 0,66%  |
| Sərdar Məmmədov                       | Azerska Partia Demokratyczna               | 22 773    | 0,62%  |
| Głosy nieważne                        | Głosy nieważne                             | 36,622    | –      |
| Razem                                 | Razem                                      | 3 734 592 | 100%   |
| Uprawnionych do głosowania/frekwencja | Uprawnionych do głosowania/frekwencja      | 5 214 787 | 71,62% |
| Źródło: CEC                           |                                            |           |        |